# Marina Țvetaeva
Marina Ivanovna Țvetaeva (în rusă Марина Ивановна Цветаева, n. 8 octombrie (26 septembrie, stil vechi) 1892 la Moscova, d. 31 august 1941 la Ielabuga, sinucidere) a fost o poetă rusă.

## Biografie
Marina Țvetaeva s-a născut la Moscova în familia unui profesor universitar. Din copilărie scrie versuri, atât în limba rusă, cât și în poloneză. Învață la Moscova, apoi în pensioane din Europa, respectiv Elveția și Germania. Primele versuri pe care le publică atrag atenția criticilor vremii, fiind considerată o poetă deosebită. Intră în cercul poeților celebri, precum Serghei Esenin și Boris Pasternak.
În 1912, se căsătorește cu Serghei Efron, ofițer în garda albă și, se pare, agent dublu. În 1922 emigrează la Berlin, apoi se mută în Praga. În 1925, se stabilește în Franța. În 1939, se întoarce în URSS. La scurt timp, îi sunt arestați soțul și fiica, soțul fiind împușcat, iar Ariadna închisă în Gulag, unde a stat 16 ani.
Țvetaeva aproape că nu mai scrie poezie, ci se dedică traducerilor. La începutul războiului, este evacuată la Ielabuga. Nu are un loc de muncă, nu are o casă. La 31 august 1941 se sinucide.
„Aruncate prin praful de magazine, oriunde
Versurilor mele, precum vinurilor scumpe,
Le va veni timpul, numaidecât”—Maria Țvetaieva

## Opera

### Poezie
- Album de seară (1910)
- Verste (1921)
- Tabăra lebedelor
- Profesia, Psyche(1923)
- După Rusia (1928)
- Vânătorul de șobolani (1925)
- Poemul sfârșitului” (1926)